# Isola Madre
L'Isola Madre (in dialetto locale Isola Mader) è la più grande dell'arcipelago delle Borromee sul Lago Maggiore.
Larga 220 metri e lunga 330, l'isoletta è occupata da alcune costruzioni e soprattutto da giardini.
Anticamente era chiamata Isola di San Vittore, Isola Renata e successivamente Isola Maggiore.

## Storia
(Gustave Flaubert, 1845)
Le fonti storiche indicano che nella metà del IX secolo sull'isola era presente la chiesa con abside a pianta quadra (edificio probabilmente costituente il riferimento alla matrice di una macropieve verbanese dedicata a S: Vittore), un cimitero (il cui ricordo si perpetua nella cosiddetta ‘scala dei morti’); non si esclude che vi potesse sorgere anche un piccolo apprestamento militare, in analogia e assonanza con il castrum di Sant'Angelo sito sull'Isolino di San Giovanni. Per certo si sa che vi erano coltivazioni di ulivi, la cui produzione veniva forse impiegata per usi sacri. Nel 1014 l'imperatore Enrico II concesse l'isola alle religiose del monastero di San Felice di Pavia.

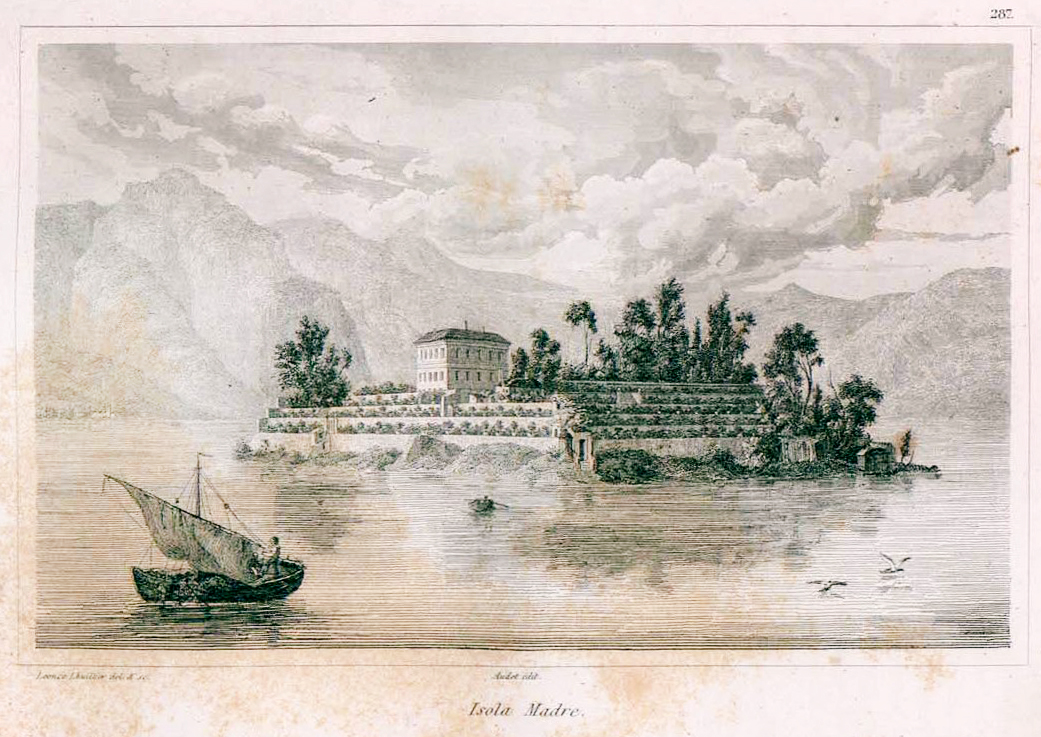
Isola madre. Tavola tratta da Stati del re di Sardegna, 1838

A partire dal 1501 Lancillotto Borromeo, uno dei cinque figli di Giovanni I, introduce nell'isola le prime coltivazioni di agrumi fatti arrivare dalla Liguria con un giardiniere ("hortolano") che li avrebbe accuditi; ordina la costruzione di un primo nucleo della dimora gentilizia, che viene successivamente ampliata in forma rinascimentale negli anni ottanta del Cinquecento da Renato I Borromeo. Sono gli anni in cui si avvicendano nella cura dei giardini gli esponenti di una dinastia di "hortolani", i Della Torre, che risiederanno all'Isola Madre sino al primo Ottocento.
A partire circa dal 1823-1825, per decisione dei conti Giberto V e Vitaliano IX Borromeo Arese, ad opera di Renato I, Giacomo e Francesco Rovelli, famiglia di giardinieri originaria di Monza, pur preservando il bosco nella parte verso Nord-Ovest dell'isola, i settori tenuti a frutteto vengono convertiti in giardino romantico all'inglese, che ancora viene considerato tra i migliori esempi di quest'arte in Italia.
Nei primi decenni del Novecento il Palazzo Borromeo venne trasformato in albergo di lusso per poi essere affittato a importanti famiglie. Dal 1987 ospita gli arredi originali del Palazzo Arese Borromeo di Cesano Maderno, già degli stessi Principi Borromeo.

## Monumenti
- Palazzo Borromeo (edificato nel XVI secolo sui resti della primitiva chiesa, cimitero - e fors'anche castello - di S. Vittore) e relativo giardino all'inglese
- Cappella gentilizia del 1858 (al contrario di quella dell'Isola Bella, non contiene cenotafi o monumenti funebri)
- Il grande e scenografico giardino botanico all'inglese di 8 ettari, progettato su un precedente agrumeto, produttivo sino alla fine del Settecento. Famosa è la "scala dei morti", che negli ultimi decenni è stata arricchita con un'importante collezione di Wisteria (glicine).[7]